# MTV Video Music Awards Latinoamérica 2003
Die zweiten MTV Video Music Awards Latinoamérica fanden am 23. Oktober 2003 im Jackie Gleason Theater in Miami, Florida statt. Moderator war Diego Luna.
Mit vier Awards wurde die Band Molotov ausgezeichnet. Der kolumbianische Sänger Juanes wurde Künstler des Jahres.

## Gewinner und Nominierte
Die Nominierungen wurden am 10. September 2003 verkündet. Die Gewinner sind in Fettschrift angegeben.

### Artist of the Year
Juanes
- Café Tacuba
- La Ley
- Maná
- Molotov
- Natalia Lafourcade

### Video of the Year
Molotov – Frijolero
- Café Tacuba – EO (El Sonidero)
- Gustavo Cerati – Cosas Imposibles
- Juanes (featuring Nelly Furtado) – Fotografía
- La Ley – Ámate y Sálvate

### Best Solo Artist
Natalia Lafourcade
- Diego Torres
- Gustavo Cerati
- Ricky Martin
- Vicentico[4]

### Best Group or Duet
Molotov
- Babasónicos
- Café Tacuba[5]
- La Oreja de Van Gogh
- Maná

### Best Pop Artist
Natalia Lafourcade
- Diego Torres
- Paulina Rubio
- Ricky Martin
- Thalía

### Best Rock Artist
Juanes
- Gustavo Cerati
- Jaguares
- La Ley
- Maná

### Best Alternative Artist
Molotov
- Café Tacuba
- El Otro Yo
- Kinky
- Plastilina Mosh

### Best Independent Artist
Hermanos Brothers
- Miranda!
- Panda
- Totus Toss
- Volován

### Best Pop Artist – International
Avril Lavigne
- Christina Aguilera
- Justin Timberlake
- Madonna
- Robbie Williams

### Best Rock Artist – International
Coldplay
- Audioslave
- Evanescence
- Linkin Park
- Radiohead

### Best New Artist – International
Evanescence
- Audioslave
- Beyoncé
- t.A.T.u.
- The White Stripes

### Best Artist – Mexico
Molotov
- Café Tacuba
- Maná
- Mœnia
- Natalia Lafourcade

### Best New Artist – Mexico
Natalia Lafourcade
- Cartel de Santa
- Inspector
- Panteón Rococó
- Qbo

### Best Artist – Central
Líbido
- Aterciopelados
- Juanes
- La Ley
- Los Prisioneros

### Best New Artist – Central
TK
- Coni Lewin
- Marciano
- Pettinellis
- Zen

### Best Artist – Argentina
Bersuit Vergarabat
- Babasónicos
- Gustavo Cerati
- Kevin Johansen
- Vicentico

### Best New Artist – Argentina
Vicentico
- Carajo
- Emme
- Kevin Johansen
- Miranda!

## Auftritte

### Preshow
- Elan – Midnight
- Kevin Johansen – Sur o No Sur
- Qbo – No Más
- Líbido – Frágil
- Catupecu Machu – Y Lo Que Quiero Es Que Pises sin el Suelo

### Main show
- Alex Lora, Andrea Echeverri, Charly Alberti, Jorge González, Juanes, Plastilina Mosh, Ricky Martin und Vicentico als Los Black Stripes – We Are South American Rockers / Bolero Falaz / Gimme Tha Power / Livin' la Vida Loca / El Matador
- Alejandro Sanz – No Es Lo Mismo
- Korn – Right Now
- La Ley und Ely Guerra – Ámate y Sálvate and El Duelo
- Dido – White Flag
- Café Tacuba – Eres and Cero y Uno
- The Mars Volta – Drunkship of Lanterns
- Gustavo Cerati – Artefacto
- Natalia Lafourcade and Control Machete – En el 2000 and Bien, Bien
- Iggy Pop and Sum 41 – Little Know It All and Lust for Life

## Auftritte
- Madonna – begrüßte die Zuschauer
- Britney Spears, Erik Estrada, Daisy Fuentes, Iggy Pop und Sum 41 – traten im Eröffnungssketch auf
- Diego Maradona – trat als Gast bei Diego Lunas Eröffnungsmonolog auf
- Álex Lora, Juanes und Charly Alberti – präsentierten Best Group or Duet
- Andrea Echeverri (Aterciopelados) und Dido – kündigten Alejandro Sanz an
- Patricia Velásquez und Sum 41 – präsentierten Best Pop Artist
- Fher, Alex und Sergio (Maná) – präsentierten Best Rock Artist—International
- Daniela Cicarelli, Amelia Vega und Elsa Benítez – präsentierten Best Rock Artist
- Kelly Osbourne und Molotov – introduced Korn
- Catupecu Machu und Leticia Bredice – präsentierten Best New Artist—Argentina
- Amaia und Pablo (La Oreja de Van Gogh), Alfonso und „Midi“ (Mœnia) – kündigten La Ley an
- Elan und María Jimena Pereyra – kündigten Dido an
- Sofía Mulanovich, Chris Pontius, Steve-O und Manny Puig – präsentierten Best Artist—Central
- Gustavo Cerati – kündigte Café Tacuba an
- Daisy Fuentes und Deborah Ombres – präsentierten Best Solo Artist
- Zack de la Rocha (Rage Against the Machine)— kündigte The Mars Volta an
- Die Besetzung von Dirty Sanchez und Fabiola Campomanes – präsentierten Best Alternative Artist
- Natalia Lafourcade und Gil und Ulises (Kinky) – kündigten Gustavo Cerati an
- Martha Higareda und Alfonso Herrera – kündigten Natalia Lafourcade an
- Diego Torres, Esther Cañadas und Robi Rosa – präsentierten Video of the Year
- Alejandro Sanz – präsentierte Artist of the Year